# Назарово (Туринский муниципальный округ)
Назарово — деревня в Туринском городском округе Свердловской области, Россия.

## Географическое положение
Деревня расположена в 21 километрах к юго-западу от города Туринска (по автотрассе — 24 километров), на левом берегу реки Таложанка, притока Мурзы. Вблизи деревни проходит автодорога Ирбит — Туринск. В деревне расположен небольшой пруд.

## Население
| 2002 | 2010 | 2021 |
| ---- | ---- | ---- |
| 178  | ↘142 | ↘67  |